# Cosmești (Galați)
Cosmești è un comune della Romania di 6 731 abitanti, ubicato nel distretto di Galați, nella regione storica della Moldavia.
Il comune è formato dall'unione di 6 villaggi: Băltăreți, Cosmești, Cosmeștii-Vale, Furcenii Noi, Furcenii Vechi, Satu Nou.